# Madura English–Sinhala Dictionary
Madura English–Sinhala Dictionary (deutsch Madura Englisch–Singhalesisches Wörterbuch) ist ein kostenloser elektronischer Wörterbuchdienst, der von Madura Kulatunga entwickelt wurde. Es ist als Software, als Website und als Android-App verfügbar. Das Wörterbuch enthält über 230.000 Definitionen. Bis 2016 wurde das Wörterbuch ungefähr 1.000.000 Mal heruntergeladen und rangiert auf Platz 100 der meistbesuchten Websites in Sri Lanka. Das Wörterbuch wird als Freeware vertrieben. Es wurde ursprünglich am 23. November 2002 veröffentlicht.

## Entwicklung
Kulatunga, ein Softwareentwickler aus Sri Lanka, schrieb ein Programm in Visual Basic Classic für ein Englisch-Singhalesisch-Wörterbuch unter Verwendung der Wörterbucheinträge aus dem Englisch-Sinhalesisch-Wörterbuch von Gunapala Piyasena Malalasekera. Das Programm wurde ab dem 23. November 2002 vermarktet. 2008 startete er eine kostenlose Internetversion davon, das erste Online-Englisch-Singhalesisch-Wörterbuch. Kulatunga gab später zu, dass er bei der Erstellung seiner Software das Urheberrecht des Englisch-Sinhalesisch-Wörterbuchs Malalasekera verletzt hatte, aber er sagte 2015, dass er keine Urheberrechte mehr verletze. 2017 entwickelte er eine singhalesische Tastatureingabemethode und fügte sie seiner Android-App hinzu.